# Elliott (Name)
Elliott [ˈɛl.iət] ist ein englischer Familienname sowie ein überwiegend männlicher Vorname.

## Herkunft und Bedeutung
Beim Namen Elliott handelt es sich um ein Diminutiv von Élie, der französischen Variante von Elias. Ob der Familienname vom Vornamen abgeleitet ist oder der Vorname auf den Familiennamen zurückgeht, ist unsicher.

## Verbreitung

### Vorname
In den USA ist der Name Elliott seit dem ausgehenden 18. Jahrhundert geläufig. Trotz schwankender Popularität wurde der Name stets selten vergeben. Nach der Jahrtausendwende stieg der Name in den Vornamenscharts auf. Im Jahr 2012 erreichte er erstmals die Top-300, bereits vier Jahre später trat er in die Top-200 ein. Im Jahr 2021 belegte er Rang 169 der Hitliste. Im Jahr 2013 tauchte der Name erstmals unter den 1000 meistgewählten Mädchennamen der USA auf (Rang 903). Mit Rang 462 erreichte die Popularität als Frauenname ihren Höhepunkt im Jahr 2019. Zuletzt stand der Frauenname auf Rang 552 der Vornamenscharts (Stand 2021).
In England und Wales ist Elliott als Jungenname etabliert und zählte immer wieder zur Top-100 der Vornamenscharts. Im Jahr 2021 belegte er in den Vornamenscharts Rang 107.
In Deutschland ist der Name ausgesprochen selten. Zwischen 2010 und 2021 wurden nur etwa 70 Jungen Elliott genannt. In der Schweiz wird er gelegentlich vergeben und stand im Jahr 2021 auf Rang 501 der Vornamenscharts. In Österreich wurden seit 1984 nur 19 Jungen Elliott genannt. Als höchste Platzierung erreichte er in den Jahren 2017 und 2021 in den Vornamenscharts Rang 959. Dabei wurde er jeweils an 3 neugeborene Jungen vergeben.

### Familienname
In den USA steht Elliott auf Rang 210 der verbreitetsten Familiennamen, in England und Wales auf Rang 111.

## Varianten
Neben der Schreibweise Elliott existieren die Varianten Elliot, Eliot und Eliott.
Für weitere Varianten: siehe Elias#Varianten
Daneben finden sich folgende Familiennamen derselben Herkunft:
- Bulgarisch: Илиев Iliew, Iliev
- Dänisch: Eliassen
- Englisch: Ellis, Ellison, Ellisson, Elliston
- Kroatisch: Ilić
- Norwegisch: Eliassen
- Rumänisch: Iliescu
- Schwedisch: Eliasson
- Serbisch: Илић Ilić
- Ungarisch: Illés

## Namensträger

### Familienname
Elliot ist der Familienname folgender Personen:

#### A
- Aaron Marshall Elliott (1844–1910), US-amerikanischer Romanist
- Abby Elliott (* 1987), US-amerikanische Schauspielerin
- Al Elliott (* 1979), US-amerikanischer Basketballspieler
- Alfred J. Elliott (1895–1973), US-amerikanischer Politiker
- Alice Elliott, US-amerikanische Filmproduzentin und -regisseurin
- Alison Elliott (* 1970), US-amerikanische Schauspielerin
- Alex Elliott (* 1987), kanadischer Fußballspieler
- Andrew Charles Elliott (1828–1889), kanadischer Politiker
- Ann Elliott-Goldschmid, kanadische Geigerin
- Aussie Elliott (1914–1934), US-amerikanischer Krimineller

#### B
- Ben Elliott (Schauspieler) auch bekannt als Ben Elliott Paez
- Ben Elliott (Fußballspieler) (* 2002), kamerunischer Fußballspieler, mit vollem Namen Benjamin Njongoue Elliott
- Bill Elliott (* 1955), US-amerikanischer Rennfahrer
- Billy Elliott (1925–2008), englischer Fußballnationalspieler und -trainer
- Bob Elliott (Baseballspieler) (1916–1966), US-amerikanischer Baseballspieler
- Bob Elliott (Komiker) (1923–2016), US-amerikanischer Komiker und Schauspieler
- Bob Elliott (Politiker) (1927–2013), US-amerikanischer Politiker
- Bob Elliott (Journalist) (* 1949), US-amerikanischer Sportjournalist und -kolumnist
- Bob Elliott (Basketballspieler) (* 1955), US-amerikanischer Basketballspieler und Sportreporter
- Bonnie Elliott, australische Kamerafrau
- Brennan Elliott (* 1975), kanadischer Schauspieler
- Brian Elliott (* 1985), kanadischer Eishockeytorwart
- Brooke Elliott (* 1974), US-amerikanische Schauspielerin
- Bruce Elliott (Bruce Walter Gardner Lively Stacy Elliott; 1914–1973), US-amerikanischer Phantastik-Schriftsteller

#### C
- Carl Elliott (1913–1999), US-amerikanischer Politiker
- Carl Elliott (Philosoph) (* 1961), US-amerikanischer Philosoph
- Charles Elliot (1801–1875), britischer Navy-Offizier, Diplomat und Kolonialbeamter
- Charles Boileau Elliott (1803–1875), englischer Reiseschriftsteller
- Charles Loring Elliott (1812–1868), US-amerikanischer Porträtmaler
- Charlotte Elliott (1789–1871), britische Dichterin
- Chase Elliott (* 1995), US-amerikanischer Automobilrennfahrer
- Chris Elliott (* 1960), US-amerikanischer Komiker und Schauspieler
- Christopher Elliott (* 1951), irischer Boxer

#### D
- Daniel R. Elliott III. (* 1962), US-amerikanischer Anwalt, Chairman des Surface Transportation Boards
- David Elliott (Politiker) (* 1970), australischer Politiker
- David Elliott (Kurator) (* 1949), britischer Kurator und Autor
- David Elliott (Schauspieler, 1959) (* 1959), US-amerikanischer Schauspieler und Bühnenbauer
- David J. Elliott (* 1948), kanadischer Musikwissenschaftler, Musiker und Hochschullehrer
- David James Elliott (* 1960), US-amerikanischer Schauspieler
- Delbert S. Elliott (* 1933), US-amerikanischer Soziologe und Kriminologe
- Denholm Elliott (1922–1992), britischer Schauspieler
- Dennis Elliott (* 1950), britischer Schlagzeuger und Bildhauer
- Devaughn Elliott (Devaughn Omari Elliott, * 1991), Fußballspieler von St. Kitts und Nevis
- Diana Elliott-Davies (* 1961), britische Hochspringerin
- Dick Elliott (1886–1961), US-amerikanischer Schauspieler
- Don Elliott (1926–1984), US-amerikanischer Jazzmusiker
- Donald R. Elliott, Spezialeffektkünstler
- Doreen Elliott (1908–1966), britische Skirennläuferin
- Douglas Elliot (Rugbyspieler) (1923–2005), schottischer Rugbyspieler
- Douglas Elliott (Skilangläufer) (* 1950), britischer Skilangläufer
- Douglas Hemphill Elliott (1921–1960), US-amerikanischer Politiker

#### E
- Ebenezer Elliott (1781–1849), englischer Poet
- Emun Elliott (* 1983), schottischer Schauspieler
- Eric Elliott (* 1969), US-amerikanisch-polnischer Basketballspieler
- Ernest Elliott (1898–1977), US-amerikanischer Jazzmusiker
- Ezekiel Elliott (* 1995), US-amerikanischer American-Football-Spieler

#### F
- Fiona Elliott (* 1963), englische Badmintonspielerin
- Frances Reed Elliott (1882–1965), US-amerikanische Krankenschwester und Lehrerin
- Frank Elliott (1911–1964), kanadischer Radrennfahrer

#### G
- Geoff Elliott (1931–2014), britischer Leichtathlet
- George Elliott (Fußballspieler) (George Washington Elliott; 1889–1948), englischer Fußballspieler
- George Elliott (Eishockeyspieler), kanadischer Eishockeyspieler
- George A. Elliott (George Arthur Elliott; * 1945), kanadischer Mathematiker
- George Alexander Elliott (1901–??), kanadischer Ökonom
- George F. Elliott (George Frank Elliott; 1846–1931), US-amerikanischer Generalmajor
- Gertrude Elliott (1874–1950), US-amerikanische Theater- und Filmschauspielerin
- Grace Elliott (um 1754–1823), schottische Kurtisane
- Grant Elliott (* 1979), neuseeländischer Cricketspieler

#### H
- Harold Edward Elliott (1878–1931), australischer Generalmajor
- Harvey Elliott (* 2003), englischer Fußballspieler
- Harvey Elliott (Fußballspieler, 1922) (1922–1996), englischer Fußballspieler
- Helen Elliott (* 1949), philippinische Schwimmerin
- Henry Elliott (* 1946), französischer Leichtathlet
- Herb Elliott (* 1938), australischer Leichtathlet
- Hugh Elliott (1913–1989), britischer Ornithologe und Kolonialadministrator

#### I
- Ian Elliott (* 1938), britischer Ruderer
- Ivan Elliott (* 1986), US-amerikanischer Basketballspieler

#### J
- J. Robert Elliott (1910–2006), US-amerikanischer Jurist und Politiker
- Jack Elliott (Fußballspieler, 1864) (1864–1940), irischer Fußballspieler
- Jack Elliott (Boxer) (1901–1944), britischer Boxer
- Jack Elliott (Komponist) (1927–2001), US-amerikanischer Jazzpianist, Komponist und Arrangeur
- Jack Elliott (Fußballspieler, 1995) (* 1995), englischer Fußballspieler
- Jake Elliott (* 1995), US-amerikanischer Footballspieler
- James Elliott (Fußballspieler) (1869–1899), englischer Fußballspieler
- James Elliot (Politiker) (1775–1839), US-amerikanischer Politiker (Vermont)
- James Douglas Elliott (1859–1933), US-amerikanischer Jurist
- James F. Elliott (1915–1981), US-amerikanischer Leichtathletiktrainer
- James Ludlow Elliot (1943–2011), US-amerikanischer Astrophysiker
- James Philip Elliott (1929–2008), britischer Physiker
- James T. Elliott (1823–1875), US-amerikanischer Politiker
- Jane Elliott (* 1933), US-amerikanische Lehrerin und Antirassismus-Aktivistin
- Jason Elliott (* 1975), kanadischer Eishockeytorhüter
- Jayrone Elliott (* 1991), US-amerikanischer Footballspieler
- Jere Elliott (* 1946), US-amerikanischer Skirennläufer
- Jodie Elliott, australische Serienmörderin, siehe Snowtown murders
- Joe Elliott (* 1959), britischer Rocksänger
- John Elliott (Politiker) (1773–1827), US-amerikanischer Politiker
- John Elliot (1918–1997), britischer Schriftsteller, Drehbuchautor und Fernsehproduzent
- John Elliott (Schauspieler) (1876–1956), US-amerikanischer Schauspieler
- John Elliott (Boxer, 1901) (1901–1945), US-amerikanischer Boxer
- John Elliott (Boxer, 1931) (* 1931), jamaikanischer Boxer
- John Elliott (Ringer) (* 1934), australischer Ringer
- John C. Elliott (1919–2001), US-amerikanischer Politiker, Gouverneur von Amerikanisch-Samoa
- John Campbell Elliott (1872–1941), kanadischer Politiker, Unterhausmitglied, Senator, Bundesminister
- John Huxtable Elliott (1930–2022), britischer Historiker
- John M. Elliott Jr., Maskenbildner
- John Milton Elliott (1820–1879), US-amerikanischer Rechtsanwalt, Richter und Politiker
- Jon Elliott, US-amerikanischer progressiver Radiomoderator
- Jonathan Elliott, US-amerikanischer Komponist und Pianist
- Jumbo Elliott (* 1965), US-amerikanischer American-Football-Spieler, siehe James F. Elliott

#### K
- Kate Elliott (* 1958), US-amerikanische Schriftstellerin
- Kate Elliott (Schauspielerin) (* 1981), neuseeländische Schauspielerin
- Kirk Elliott, kanadischer Multiinstrumentalist und Komponist

#### L
- Lesley Elliott (* 1960), neuseeländischer Hockeyspieler
- Lloyd Hartman Elliott († 2013), US-amerikanischer Pädagoge und Hochschullehrer

#### M
- Mabel Agnes Elliott (1898–1990), US-amerikanische Soziologin
- Malcolm Elliott (* 1961), britischer Radrennfahrer
- Marc Elliott (* 1979), britischer Schauspieler
- Marianne Elliott (* 1948), irische Historikerin
- Mark Elliott (* 1966), britischer Boxer
- Mary Elliott (1917–2000), amerikanische Schauspielerin
- Matt Elliott (Fußballspieler) (* 1968), schottischer Fußballspieler
- Matt Elliott (Musiker), englischer Musiker
- Matt Elliott (Rugbyspieler) (* 1964), australischer Rugbyspieler und -trainer
- Matthew Elliott (Cricketspieler) (* 1971), australischer Cricketspieler
- Matthew Elliott (Lobbyist) (* 1978), britischer Politstratege und Lobbyist
- Maxine Elliott (1868–1940), amerikanische Schauspielerin
- Michael Elliott (Chemiker) (1924–2007), britischer Chemiker
- Michael Elliott (Regisseur) (1931–1984), britischer Regisseur
- Michael Elliott (Politiker) (* 1932), britischer Politiker
- Michael Elliott (Journalist), britischer Journalist
- Michael Elliott (Skilangläufer), US-amerikanischer Skilangläufer
- Mike Elliott (Jazzmusiker) (1940–2005), US-amerikanischer Jazzmusiker
- Mike Elliott (Skilangläufer) (1942–2024), US-amerikanischer Skilangläufer
- Mike Elliott (Filmproduzent), US-amerikanischer Filmproduzent
- Mike Elliott (Spieleentwickler), Spieleentwickler
- Missy Elliott (* 1971), US-amerikanische Musikerin
- Moppa Elliott (* 1978), US-amerikanischer Musiker
- Mortimer Fitzland Elliott (1839–1920), US-amerikanischer Politiker

#### N
- Norbert Elliott (* 1962), Leichtathlet für die Bahamas

#### O
- Orvil Elliott (1885–1954), kanadischer Turner
- Osborn Elliott (1924–2008), US-amerikanischer Journalist

#### P
- Pamela Elliott (1935–2021), britische Hürdenläuferin, siehe Pam Seaborne
- Patricia Elliott (Pianistin) (1930–2012), kanadische Pianistin und Musikpädagogin
- Patricia Elliott (Schauspielerin) (1938–2015), US-amerikanische Schauspielerin
- Paul Elliott (Radsportler) (1943–1988), irischer Radrennfahrer
- Paul Elliott (Kameramann), britischer Kameramann
- Paul Elliott (Fußballspieler) (* 1964), englischer Fußballspieler
- Paul Elliott (Eishockeyspieler) (* 1980), kanadischer Eishockeyspieler
- Pete Elliott (1926–2013), US-amerikanischer American-Football-Spieler
- Peter Elliott (Schauspieler, 1920) (1920–1975), britischer Schauspieler
- Peter Elliott (Sammler) (* 1927), australischer Arzt und Kunstsammler
- Peter Elliott (Wasserspringer) (* 1930), britischer Wasserspringer
- Peter Elliott (Filmeditor) (* 1932), britischer Filmeditor
- Peter Elliott (Schauspieler, II) (* 1956), britischer Schauspieler
- Peter Elliott (Schauspieler, III) (* 1956/1957), neuseeländischer Schauspieler
- Peter Elliott (Leichtathlet) (* 1962), britischer Leichtathlet
- Peter Elliott (Mineraloge), australischer Mineraloge
- Peter D. T. A. Elliott (* 1941), britischer Mathematiker
- Peter John Elliott (1943–2025), australischer Geistlicher, Weihbischof in Melbourne

#### R
- Ralph Elliott (1921–2012), australischer Anglist
- Ralph Nelson Elliott (1871–1948), US-amerikanischer Mathematiker
- Ramblin’ Jack Elliott (* 1931), US-amerikanischer Folksänger
- Richard C. Elliott (1945–2008), US-amerikanischer Künstler
- Richard N. Elliott (1873–1948), US-amerikanischer Politiker
- Robbie Elliott (* 1973), englischer Fußballspieler
- Robert Elliott (Schauspieler) (Richard Robert Elliott; 1879–1951), US-amerikanischer Schauspieler
- Robert Elliott (Fechter) (Robert Samuel Elliott; * 1950), Fechter aus Hongkong
- Robert B. Elliott (Robert Brown Elliott; 1842–1884), US-amerikanischer Politiker
- Robert Bruce Elliott (* 1949), US-amerikanischer Schauspieler und Synchronsprecher
- Robert W. B. Elliott (1840–??), US-amerikanischer Geistlicher, Bischof der Episkopalkirche der Vereinigten Staaten von Amerika
- Roger Elliott (1928–2018), englischer Physiker
- Rosie Elliott (* 1997), neuseeländische Sprinterin
- Ross Elliott (1917–1999), US-amerikanischer Schauspieler

#### S
- Sam Elliott (* 1944), US-amerikanischer Schauspieler
- Seamus Elliott (1934–1971), irischer Radrennfahrer
- Sean Elliott (* 1968), US-amerikanischer Basketballspieler
- Shawn Elliott (1937–2016), puerto-ricanischer Schauspieler und Sänger
- Simon Elliott (* 1974), neuseeländischer Fußballspieler
- Stefan Elliott (* 1991), kanadischer Eishockeyspieler
- Stephan Elliott (* 1964), australischer Filmregisseur und Drehbuchautor
- Stephen Elliott (Botaniker) (1771–1830), US-amerikanischer Botaniker
- Stephen Elliott (Bischof) (1806–1866), US-amerikanischer Bischof von Georgia
- Stephen Elliott, Jr. (1830/1832–1866), US-amerikanischer Brigadegeneral der Konföderierten
- Stephen Elliott (Schauspieler) (1918–2005), US-amerikanischer Schauspieler
- Stephen Elliott (Autor) (* 1971), US-amerikanischer Autor
- Stephen Elliott (Fußballspieler) (* 1984), irischer Fußballspieler
- Stephen Elliott (Regisseur), US-amerikanischer Regisseur und Drehbuchautor
- Steve Elliott, Pseudonym von Stelio Candelli (* 1931), italienischer Schauspieler
- Steve Elliott (Fußballspieler, 1958) (* 1958), englischer Fußballspieler
- Steve Elliott (Turner), US-amerikanischer Trampolinturner
- Steve Elliott (Snookerspieler), englischer Snookerspieler
- Steve Elliott (Fußballspieler, 1978) (* 1978), englischer Fußballspieler
- Steve Elliott (Fußballspieler, 1987) (* 1987), englischer Fußballspieler
- Sumner Locke Elliott (1917–1991), australisch-US-amerikanischer Schriftsteller und Dramatiker

#### T
- Tad Elliott (* 1988), US-amerikanischer Skilangläufer
- Ted Elliott (* 1961), US-amerikanischer Drehbuchautor
- Thomas Elliott (Fußballspieler) (1890–1955), englischer Fußballspieler
- Thomas Elliott III, eigentlicher Name von Thomas Jane (* 1969), US-amerikanischer Schauspieler
- Thomas Renton Elliott (1877–1961), britischer Mediziner

#### W
- Walter Elliot (Naturforscher) (1803–1887), schottischer Naturforscher in Indien
- Walter Elliott (Geistlicher) (1842–1928), US-amerikanischer Priester, Theologe und Missionar
- Walter Elliot (Politiker, 1888) (1888–1958), schottischer Politiker
- Walter Elliott (Tontechniker) (1903–1984), US-amerikanischer Tontechniker
- Walter Elliot (Politiker, 1910) (1910–1988), englischer Politiker
- Wild Bill Elliott (1904–1965), US-amerikanischer Schauspieler
- William Elliott (Politiker) (1838–1907), US-amerikanischer Politiker
- William Elliott, Baron Elliott of Morpeth (1920–2011), britischer Politiker (Conservative Party)
- William A. Elliott (* 1953), US-amerikanischer Filmarchitekt

### Vorname
- Elliott Abrams (* 1948), US-amerikanischer Rechtsanwalt, Autor und Diplomat
- Elliott Bennett (* 1988), englischer Fußballspieler
- Elliott Carter (1908–2012), US-amerikanischer Komponist
- Elliott Coues (1842–1899), US-amerikanischer Mediziner, Historiker, Ornithologe, Autor und Theosoph
- Elliott Erwitt (1928–2023), US-amerikanischer Fotograf
- Elliott Gould (* 1938), US-amerikanischer Schauspieler
- Elliott Kastner (1930–2010), US-amerikanischer Filmproduzent
- Elliott Lester (1893–1951), US-amerikanischer Drehbuchautor
- Elliott Lester (* ≈1970), britischer Filmregisseur
- Elliott Levin (* 1953), US-amerikanischer Jazzmusiker
- Elliott Lieb (* 1932), US-amerikanischer mathematischer Physiker
- Elliott Montroll (1916–1983), US-amerikanischer theoretischer Physiker und Mathematiker
- Elliott Morris Devred (* 1998), walisischer Squashspieler
- Elliott Murphy (* 1949), US-amerikanischer Sänger und Songschreiber
- Elliott Nugent (1896–1980), US-amerikanischer Filmregisseur und Schauspieler
- Elliott Quow (* 1962), US-amerikanischer Leichtathlet
- Elliott Randall (* 1947), US-amerikanischer Rockgitarrist
- Elliott Sharp (* 1951), US-amerikanischer Multiinstrumentalist und Komponist
- Elliott Shriane (* 1987), australischer Shorttracker
- Elliott Skinner (1924–2007), US-amerikanischer Ethnologe, Anthropologe und Diplomat
- Elliott Smith (1969–2003), US-amerikanischer Musiker
- Elliott Sober (* 1948), US-amerikanischer Philosoph
- Eliot Wadopian (1958–2021), US-amerikanischer Kontrabassist
- Elliott Ward (* 1985), englischer Fußballspieler
- Elliott West (* 1945), US-amerikanischer Historiker
- Elliott Woods (1865–1923), US-amerikanischer Architekt